# Điểm nóng chính trị - xã hội
Điểm nóng chính trị - xã hội là một sự kiện, hay một hiện tượng xã hội bất bình thường, diễn ra trong một khoảng không gian và thời gian nhất định, gây căng thẳng và mất ổn định xã hội mà trong đó có sự xung đột, chống đối giữa các lực lược xã hội. Chủ thể tham gia có thể là cơ quan quyền lực nhà nước, lực lượng chính trị hoặc lực lượng xã hội... mà hành vi của họ vượt ra ngoài hoặc có khả năng vượt ra khỏi khuôn khổ của pháp luật hiện hành và chuẩn mực đạo đức xã hội. Sự chống đối của đám đông dân chúng hoặc các lực lượng chính trị, các tầng lớp xã hội đã trực tiếp hướng thẳng vào quyền lực nhà nước, đe dọa cơ cấu quyền lực đang có và sự bền vững của chế độ.

## Một số điểm nóng chính trị - xã hội
- Biểu tình Thái Bình 1997
- Biểu tình Tây Nguyên 2004